# Kōta
Pour les articles homonymes, voir Kota (homonymie).
Kōta (幸田町, Kōta-chō) est un bourg du district de Nukata, dans la préfecture d'Aichi, au Japon.

## Géographie

### Situation
Kōta est situé dans le sud de la préfecture d'Aichi.

### Municipalités limitrophes
| Okazaki | Okazaki | Okazaki  |
| Nishio  | Kōta    | Gamagōri |
| Nishio  | Nishio  | Gamagōri |

### Démographie
Au 1er janvier 2014, la population de Kōta s'élevait à 39 450 habitants répartis sur une superficie de 56,78 km2. En janvier 2025, la population était estimée à 42 023 habitants.

## Histoire
Le village de Kōta a été fondé le 1er mai 1906. Il obtient le statut de bourg le 1er avril 1952.

## Transports
Kōta est desservi par la ligne principale Tōkaidō de la compagnie JR Central.

## Jumelage
- Siem Reap (Cambodge)